# U.D.O.
U.D.O. – niemiecka heavymetalowa grupa muzyczna założona w 1987.
Zespół został założony przez wokalistę Udo Dirkschneidera po tym, jak odszedł on z grupy Accept. W 1991 roku, po wydaniu z U.D.O. czterech albumów, Dirkschneider zdecydował się na powrót do swojego poprzedniego zespołu, jednak po nagraniu z nim trzech płyt, grupa Accept znów zawiesiła działalność i od roku 1996 do dziś Dirkschneider występuje tylko w U.D.O. Gitarzysta grupy, Stefan Kaufmann – wcześniej perkusista Accept, ze względu na problemy zdrowotne zdecydował o zaprzestaniu czynnej kariery muzycznej, oddając się pracy w studiu. Dotychczasowy drugi gitarzysta, Igor Gianola,  zrezygnował ze współpracy z zespołem i rozpoczął realizację własnych planów. W ich miejsce zatrudniono dwóch nowych muzyków, Andreja Smirnova oraz Kasperi Heikkinena. 23 grudnia 2014 r. perkusista zespołu, Francesco Jovino, poinformował o odejściu z zespołu i kontynuowaniu kariery perkusisty w innych projektach muzycznych. 6 lutego 2015 r. zespół poinformował, że jego miejsce za instrumentami perkusyjnymi zajmie syn wokalisty, Sven Dirkschneider. W styczniu 2015 r. odbyła się premiera nowej płyty grupy pn. „Decadent”.

## Skład zespołu

### Obecni członkowie
- Udo Dirkschneider – śpiew (1987–1991, 1996 - )
- Andrei Smirnov – gitara elektryczna (2013 - )
- Stefan Kaufmann – gitara elektryczna (1996 - 2012, 2018-)[3]
- Fitty Wienhold – gitara basowa (1997 - )
- Sven Dirkschneider – instrumenty perkusyjne (2015 - )

### Byli członkowie
- Peter Szigeti – gitara elektryczna (1987)
- Mathias Dieth – gitara elektryczna (1987 - 1991)
- Andy Susemihl – gitara elektryczna (1988)
- Wolla Böhm – gitara elektryczna (1990)
- Frank Fricke – gitara elektryczna (1991)
- Jürgen Graf – gitara elektryczna (1996 - 1999)
- Frank Rittel – gitara basowa (1987)
- Dieter Rubach – gitara basowa (1987-1988)
- Thomas Smuszynski – gitara basowa (1988 - 1991)
- Michael Voss – gitara basowa (1996)
- Thomas Franke – instrumenty perkusyjne (1987)
- Stefan Schwarzmann – instrumenty perkusyjne (1988 - 1991, 1996 - 1999)
- Lorenzo Milani – instrumenty perkusyjne (1999 - 2004)
- Stefan Kaufmann – gitara elektryczna (1996 - 2012)[3]
- Francesco Jovino – instrumenty perkusyjne (2004 - 2014)
- Igor Gianola – gitara elektryczna (1999 - 2014)
- Kasperi Heikkinen – gitara elektryczna (2013 - 2017)
- Bill Hudson – gitara elektryczna (2017 - 2018)

## Dyskografia
| 1987                           | Animal House - Data: 3 listopada 1987 - Wydawca: BMG Ariola                     | —  | —   | —   | —  | 41 |
| 1989                           | Mean Machine - Data: 10 stycznia 1989 - Wydawca: BMG Ariola                     | —  | —   | —   | —  | —  |
| 1990                           | Faceless World - Data: 25 lutego 1990 - Wydawca: BMG Ariola                     | —  | —   | —   | —  | 37 |
| 1991                           | Timebomb - Data: 3 kwietnia 1991 - Wydawca: BMG Ariola                          | —  | 59  | —   | —  | —  |
| 1997                           | Solid - Data: 24 marca 1997 - Wydawca: GUN Records                              | —  | —   | —   | —  | —  |
| 1998                           | No Limits - Data: 20 kwietnia 1998 - Wydawca: GUN Records                       | 90 | —   | —   | —  | —  |
| 1999                           | Holy - Data: 18 października 1999 - Wydawca: Nuclear Blast                      | 96 | —   | —   | —  | —  |
| 2002                           | Man And Machine - Data: 25 marca 2002 - Wydawca: Breaker Records                | 71 | —   | —   | —  | —  |
| 2004                           | Thunderball - Data: 29 marca 2004 - Wydawca: AFM Records                        | 83 | 182 | —   | —  | 47 |
| 2005                           | Mission No. X - Data: 30 września 2005 - Wydawca: AFM Records                   | 92 | 211 | —   | —  | —  |
| 2007                           | The Wrong Side of Midnight (EP) - Data: 27 kwietnia 2007 - Wydawca: AFM Records | —  | —   | —   | —  | —  |
| 2007                           | Mastercutor - Data: 18 maja 2007 - Wydawca: AFM Records                         | 39 | —   | —   | —  | —  |
| 2009                           | Infected (EP) - Data: 26 czerwca 2009 - Wydawca: AFM Records                    | —  | —   | —   | —  | —  |
| 2009                           | Dominator - Data: 21 sierpnia 2009 - Wydawca: AFM Records                       | 27 | —   | 100 | 35 | 51 |
| 2011                           | Rev-Raptor - Data: 20 maja 2011 - Wydawca: AFM Records                          | 20 | —   | 57  | —  | 26 |
| 2011                           | Leatherhead (EP) - Data: 8 kwietnia 2011 - Wydawca: AFM Records                 | —  | —   | —   | —  | —  |
| 2013                           | Steelhammer - Data: 24 maja 2013 - Wydawca: AFM Records                         | 21 | 250 | 79  | 38 | 23 |
| 2015                           | Decadent - Data: 3 lutego 2015 - Wydawca: AFM Records                           |    |     |     |    |    |
| 2018                           | Steelfactory - Data: 31 sierpnia 2018 - Wydawca: AFM Records                    |    |     |     |    |    |
| 2021                           | Game Over - Data: 22 października 2021 - Wydawca: AFM Records                   |    |     |     |    |    |
| 2023                           | Touchdown - Data: 25 sierpnia 2023 - Wydawca: Atomic Fire                       |    |     |     |    |    |
| "—" pozycja nie była notowana. |                                                                                 |    |     |     |    |    |

| 1999                           | Best of - Data: 10 września 1999 - Wydawca: GUN Records  | —  |
| 2007                           | Metallized - Data: 7 grudnia 2007 - Wydawca: AFM Records | —  |
| 2012                           | Celebrator - Data: 4 maja 2012 - Wydawca: AFM Records    | 73 |
| "—" pozycja nie była notowana. |                                                          |    |

| 2001                           | Live from Russia (CD) - Data: 15 października 2001 - Wydawca: Breaker Records      | —   |
| 2003                           | Nailed to Metal (CD/DVD) - Data: 25 sierpnia 2003 - Wydawca: AFM Records           | 100 |
| 2004                           | Thundervision (DVD) - Data: 1 marca 2004 - Wydawca: AFM Records                    | —   |
| 2008                           | Mastercutor Alive (CD/DVD) - Data: 26 września 2008 - Wydawca: Golden Core Records | —   |
| 2012                           | Live in Sofia' (CD/DVD) - Data: październik 2012 - Wydawca: AFM Records            | 75  |
| "—" pozycja nie była notowana. |                                                                                    |     |

| 1988                           | "They Want War"         | —  | Animal House    |
| 1990                           | "Faceless World"        | —  | Faceless World  |
| 1990                           | "Heart of Gold"         | —  | Faceless World  |
| 1997                           | "Two Faced Woman"       | —  | Solid           |
| 1997                           | "Independence Day"      | —  | Solid           |
| 1998                           | "Lovemachine"           | —  | No Limits       |
| 2002                           | "Dancing with an Angel" | —  | Man and Machine |
| 2005                           | "24/7"                  | 82 | Mission No. X   |
| 2013                           | "Metal Machine"         | —  | Steelhammer     |
| 2013                           | "Steelhammer"           | —  | Steelhammer     |
| "—" pozycja nie była notowana. |                         |    |                 |

## Teledyski
| Rok  | Tytuł                        | Reżyseria | Album          | Źródło |
| ---- | ---------------------------- | --------- | -------------- | ------ |
| 1988 | "They Want War"              | —         | Animal House   | [ 15 ] |
| 1989 | "Break The Rules"            | —         | Mean Machine   | [ 15 ] |
| 1990 | "Heart Of Gold"              | —         | Faceless World | [ 15 ] |
| 1997 | "Independence Day"           | —         | Solid          | [ 15 ] |
| 2002 | "Dancing With An Angel"      | —         | Man & Machine  | [ 15 ] |
| 2004 | "Blind Eyes"                 | —         | Thunderball    | [ 15 ] |
| 2004 | "Thunderball"                | —         | Thunderball    | [ 15 ] |
| 2004 | "The Arbiter"                | —         | Thunderball    | [ 15 ] |
| 2004 | "Trainride In Russia"        | —         | Thunderball    | [ 15 ] |
| 2005 | "Mean Streets"               | —         | Mission N°X    | [ 15 ] |
| 2007 | "The Wrong Side Of Midnight" | —         | Mastercutor    | [ 15 ] |
| 2009 | "Black And White"            | —         | Dominator      | [ 15 ] |
| 2011 | "Leatherhead"                | —         | Rev Raptor     | [ 15 ] |
| 2011 | "I Give As Good As I Get"    | —         | Rev Raptor     | [ 15 ] |
| 2013 | "Metal Machine"              | —         | Steelhammer    | [ 15 ] |
| 2013 | "Heavy Rain"                 | —         | Steelhammer    | [ 15 ] |